# Emil Guntermann
Emil Guntermann (1. září 1839 Horní Litvínov – 11. března 1918 Kitzbühel) byl rakouský advokát a politik německé národnosti z Čech, poslanec Českého zemského sněmu.

## Biografie
Narodil se roku 1839 v Horním Litvínově. Pokřtěn byl jako Emil Anton Philipp Guntermann. Vystudoval nižší gymnázium v Chomutově, do roku 1858 studoval vyšší gymnázium v Mostě. Vystudoval práva na Karlo-Ferdinandově univerzitě. Zde byl členem buršáckého spolku Moldavia. Získal titul doktora práv. Působil jako advokát v Mostě. V roce 1898 přenesl svou advokátní praxi z Mostu do Jirkova. Koncem roku 1917 se vzdal výkonu advokacie. Byl městským radním v Jirkově.
V 80. letech se zapojil i do vysoké politiky. V doplňovacích zemských volbách v listopadu 1886 byl zvolen na Český zemský sněm, kde zastupoval kurii městskou, obvod Most, Bílina, Horní Litvínov. V lednu 1887 byl prohlášen za vystouplého ze sněmu. Šlo o součást pasivní rezistence, kdy němečtí poslanci protestovali proti nenaplnění jejich státoprávních a jazykových požadavků a fakticky zahájili bojkot sněmu. Manifestačně byl opět zvolen v září 1887. Uspěl i v zemských volbách v roce 1889. Orientován byl jako německý liberál (tzv. Ústavní strana, liberálně a centralisticky orientovaná, odmítající federalistické aspirace neněmeckých etnik). Rezignoval v dubnu 1893.